# Angelo Schiavio
Angelo Schiavio (Bologna, 15 oktober 1905 – aldaar, 17 april 1990) was een Italiaans voetballer, die deel uitmaakte van het Italiaanse team dat het Wereldkampioenschap voetbal 1934 won. Schiavio speelde zijn gehele carrière voor Bologna, waarmee hij enkele malen landskampioen werd.
In de WK-finale van 1934 scoorde Schiavio het winnende doelpunt. Aanvankelijk werd hij ook aangewezen als topscorer van het WK 1934, samen met Oldřich Nejedlý en Edmund Conen, maar in 2006 kende de FIFA aan de Tsjechoslowaak Nejedlý een vijfde goal toe en werd deze alleen topscorer.
Na zijn lange voetbalcarrière had Schiavio een kledingbedrijf in Bologna. Hij was het laatst overlevende lid van de Italiaanse selectie van het WK 1934.

## Erelijst
Clubtitels
- Prima Categoria: 1924/25, 1928/29 (voorloper Serie A)
- Serie A: 1935/36, 1936/37

Landentoernooien
- Wereldkampioenschap voetbal: 1934
- Olympische Spelen: 1928

Individuele prijzen
- Topscorer Serie A: 1931/32

Cavanna ·
Combi  ·
Masetti ·
Allemandi ·
Caligaris ·
Monzeglio ·
Rosetta ·
Bertolini ·
Castellazzi ·
Ferraris ·
Monti ·
Pizziolo ·
Varglien ·
Arcari ·
Borel ·
Demaría ·
Ferrari ·
Guaita ·
Guarisi ·
Meazza ·
Orsi ·
Schiavio ·
Coach: Pozzo